# Meteoriopsis perpatula
Meteoriopsis perpatula là một loài Rêu trong họ Meteoriaceae. Loài này được Broth. mô tả khoa học đầu tiên năm 1924.